# The Pitt
The Pitt es una serie de televisión de drama médico estadounidense creada por R. Scott Gemmill que se estrenó a través de Max el 9 de enero de 2025. Cada episodio de la temporada cubre una hora de un único turno de 15 horas en el departamento de emergencias del ficticio Pittsburgh Trauma Medical Hospital (hospital médico de traumas de Pittsburgh). En febrero de 2025, la serie fue renovada para una segunda temporada.

## Reparto y personajes

### Principales
- Noah Wyle como el Dr. Michael «Robby» Rabinavitch, un médico adjunto que aún no se ha recuperado de sus traumáticas experiencias durante la pandemia de COVID-19.[2]
- Tracy Ifeachor como la Dra. Heather Collins, una residente sénior de urgencias que choca con el Dr. Robby.[3]
- Patrick Ball como el Dr. Frank Langdon, un residente sénior y la mano derecha del Dr. Robby.[3]
- Katherine LaNasa como Dana Evans, la enfermera jefe de urgencias.[3]
- Supriya Ganesh como la Dr. Samira Mohan, una residente de tercer año.[3]
- Fiona Dourif como la Dra. Cassie McKay, una residente de segundo año con 42 años de edad.[3]
- Taylor Dearden como la Dra. Melissa «Mel» King, una residente de segundo año tímida que tiene experiencia trabajando con veteranos militares.[3]
- Isa Briones como la Dra. Trinity Santos, una interna insolente con una personalidad demasiado segura de sí misma.[3]
- Gerran Howell como Dennis Whitaker, un estudiante de medicina de cuarto año que carece de confianza.[3]
- Shabana Azeez como Victoria Javadi, una estudiante de medicina de 20 años que a menudo pasa desapercibida debido a su corta edad.[3]

### Recurrentes
- Shawn Hatosy[a] como el Dr. Jack Abbott,[6] un médico y «rival antiguo» de Robby.[3]
- Amielynn Abellera como Perlah, una enfermera que trabaja en urgencias.
- Jalen Thomas Brooks como Mateo Diaz, un enfermero que trabaja en urgencias.
- Brandon Mendez Homer como Donnie, un enfermero que trabaja en urgencias.
- Kristin Villanueva como Princess, una enfermera que trabaja en urgencias.
- Joanna Going como Theresa Saunders, una mujer de mediana edad preocupada por el comportamiento de su hijo.
- Deepti Gupta como la Dra. Eileen Shamsi, una médica adjunta y madre de Victoria.
- Michael Hyatt como Gloria Underwood, la directora médica.
- Krystel V. McNeil como Kiara Alfaro, la trabajadora social del departamento.
- Alexandra Metz como la Dra. Yolanda García, cirujana residente.
- Drew Powell como Doug Driscoll, un paciente que ha estado en la sala de espera de urgencias durante horas.
- Arun Storrs como Minu, una mujer nepalí que posiblemente fue empujada a las vías del metro.
- Brandon Keener como John Bradley, el padre de un adolescente con muerte cerebral.
- Ashley Romans como Joyce St. Claire, una mujer con anemia falciforme.
- Samantha Sloyan como Lily Bradley, la madre de un adolescente con muerte cerebral.
- Mika Abdalla como Jenna, una estudiante universitaria con sobredosis.
- Abby Ryder Fortson como Kristi Wheeler, una adolescente embarazada con una cita para un aborto médico.
- Marguerite Moreau como Lynette Wheeler, la tía de Kristi.
- Tracy Vilar como Lupe Perez
- Shu Lan Tuan como Ginger Kitajima, una anciana que sufrió una caída.
- Courtney Grosbeck como Piper Fisher, una paciente con una jefa controladora.
- Shani Atias como Laura Fisher, la jefa de Piper.

## Episodios
| N.º | Título       | Dirigido por    | Escrito por                  | Fecha de emisión original | Código de prod. |
| --- | ------------ | --------------- | ---------------------------- | ------------------------- | --------------- |
| 1   | «7:00 A.M.»  | John Wells      | R. Scott Gemmill             | 9 de enero de 2025        | T76.10101       |
| 2   | «8:00 A.M.»  | Amanda Marsalis | R. Scott Gemmill             | 9 de enero de 2025        | T76.10102       |
| 3   | «9:00 A.M.»  | Damian Marcano  | Joe Sachs y R. Scott Gemmill | 16 de enero de 2025       | T76.10103       |
| 4   | «10:00 A.M.» | Amanda Marsalis | Noah Wyle                    | 23 de enero de 2025       | T76.10104       |
| 5   | «11:00 A.M.» | John Cameron    | Simran Baidwan               | 30 de enero de 2025       | T76.10105       |
| 6   | «12:00 P.M.» | Damian Marcano  | Cynthia Adarkwa              | 6 de febrero de 2025      | T76.10106       |
| 7   | «1:00 P.M.»  | Silver Tree     | Valerie Chu                  | 13 de febrero de 2025     | T76.10107       |
| 8   | «2:00 P.M.»  | Amanda Marsalis | Joe Sachs                    | 20 de febrero de 2025     | T76.10108       |
| 9   | «3:00 P.M.»  | Quyen Tran      | Noah Wyle                    | 27 de febrero de 2025     | T76.10109       |
| 10  | «4:00 P.M.»  | Damian Marcano  | Simran Baidwan               | 6 de marzo de 2025        | T76.10110       |
| 11  | «5:00 P.M.»  | Quyen Tran      | Elyssa Gershman              | 13 de marzo de 2025       | T76.10111       |
| 12  | «6:00 P.M.»  | Amanda Marsalis | Joe Sachs y R. Scott Gemmill | 20 de marzo de 2025       | T76.10112       |
| 13  | «7:00 P.M.»  | Damian Marcano  | Joe Sachs y R. Scott Gemmill | 27 de marzo de 2025       | T76.10113       |
| 14  | «8:00 P.M.»  | John Cameron    | Simran Baidwan               | 3 de abril de 2025        | T76.10114       |
| 15  | «9:00 P.M.»  | John Wells      | R. Scott Gemmill             | 10 de abril de 2025       | T76.10115       |

## Producción

### Desarrollo
El 26 de marzo de 2024, Max dio una orden de serie de 15 episodios para The Pitt. La serie es creada y dirigida por R. Scott Gemmill, que también es productor ejecutivo junto a Noah Wyle, John Wells, Erin Jontow, Simran Baidwan y Michael Hissrich. Las productoras de la serie son John Wells Productions y Warner Bros. Television Studios. El episodio piloto también fue escrito por Gemmill.
El 14 de febrero de 2025, Max renovó la serie para una segunda temporada.

### Casting
Cuando se anunció la serie, Wyle también fue elegido para protagonizarla. El 12 de julio de 2024, Tracy Ifeachor, Patrick Ball, Supriya Ganesh, Fiona Dourif, Taylor Dearden, Isa Briones, Gerran Howell, Shabana Azeez y Katherine LaNasa se unieron al reparto como personajes principales de la serie. El 14 de agosto de 2024, Shawn Hatosy, Michael Hyatt, Jalen Thomas Brooks, Brandon Mendez Homer, Kristin Villanueva, Amielynn Abellera, Alexandra Metz, Krystel V. McNeil y Deepti Gupta fueron elegidos para papeles recurrentes.

### Prótesis
La empresa de efectos especiales Autonomous FX creó muchas de las prótesis para The Pitt, incluido un pie degollado que se muestra en «7:00 A.M.», maquillaje para una víctima de quemaduras de cuerpo entero en «4:00 P.M.», y un canal vaginal y un bebé recién nacido para una escena de parto en «5:00 P.M.». El equipo de parto se había diseñado originalmente para la serie de televisión de Showtime SMILF (2017) y posteriormente se había utilizado para la miniserie de Prime Video Dead Ringers (2023).

### Demanda deER
El 27 de agosto de 2024, se informó de que el patrimonio del creador de ER, Michael Crichton, representado por su viuda Sherri, había demandado a Warner Bros. Television, Wells, Wyle y Gemmill -todos los cuales habían participado en la serie anterior- por incumplimiento de contrato, alegando que The Pitt era una secuela de ER que el patrimonio no había aprobado, y que Crichton debería ser acreditado como creador de The Pitt. El 4 de noviembre de 2024, los abogados de Warner Bros. Television respondieron a la demanda presentando una moción de desestimación, alegando que se trata de «una serie completamente diferente».

## Lanzamiento
The Pitt se estrenó a través de Max el 9 de enero de 2025, con los dos primeros episodios disponibles inmediatamente y el resto debutando semanalmente hasta el 10 de abril.

## Recepción
En el agregador de reseñas Rotten Tomatoes la serie tiene un índice de aprobación del 93%, basándose en 44 reseñas, con una calificación promedio de 8.1/10. El consenso crítico del sitio web dice: «The Pitt, que pone en hora las pruebas y tribulaciones de la vida hospitalaria, combina múltiples fórmulas de probada eficacia para crear un drama médico fresco y estimulante». En Metacritic, tiene una puntuación media ponderada de 76 sobre 100 basada en 26 críticas, lo que indica reseñas «generalmente favorables».
En una reseña positiva escrita para The New Republic, Phillip Maciak elogió el ritmo contrastante de las tramas de la serie. El programa ha sido bien recibido por la comunidad médica, en parte por su fiel retrato de la medicina y las urgencias.